# 米切爾鎮區 (堪薩斯州賴斯縣)
米切爾鎮區（英語：Mitchell Township）為美國堪薩斯州賴斯縣轄下的鎮區。2010年美国人口普查中此鎮區人口有125人。

## 地理
米切爾鎮區涵蓋總面積為94.3平方（36.40平方英里），其中陸地面積為94.1平方（36.33平方英里），水域面積為0.18平方（0.07平方英里）或0.19%。

## 人口統計
根據2010年美國人口普查，米切爾鎮區人口有125人，其中男性有60人，女性有65人，人口密度為每平方公里1.33人，住房計55戶。鎮區內的白人有125人，非裔美國人有0人，美洲原住民有0人，亞裔美國人有0人，太平洋島裔美國人有0人，其他種族有0人，混血種族則有0人。此外鎮區內有1人為西班牙裔或拉丁裔美國人。此鎮區之年齡中位數為49.6歲，而男性年齡中位數為50.5歲，女性年齡中位數為48.8歲。

## 交通

### 主要公路
- 56號美國國道